# 콘라두스 (로렌 공작)

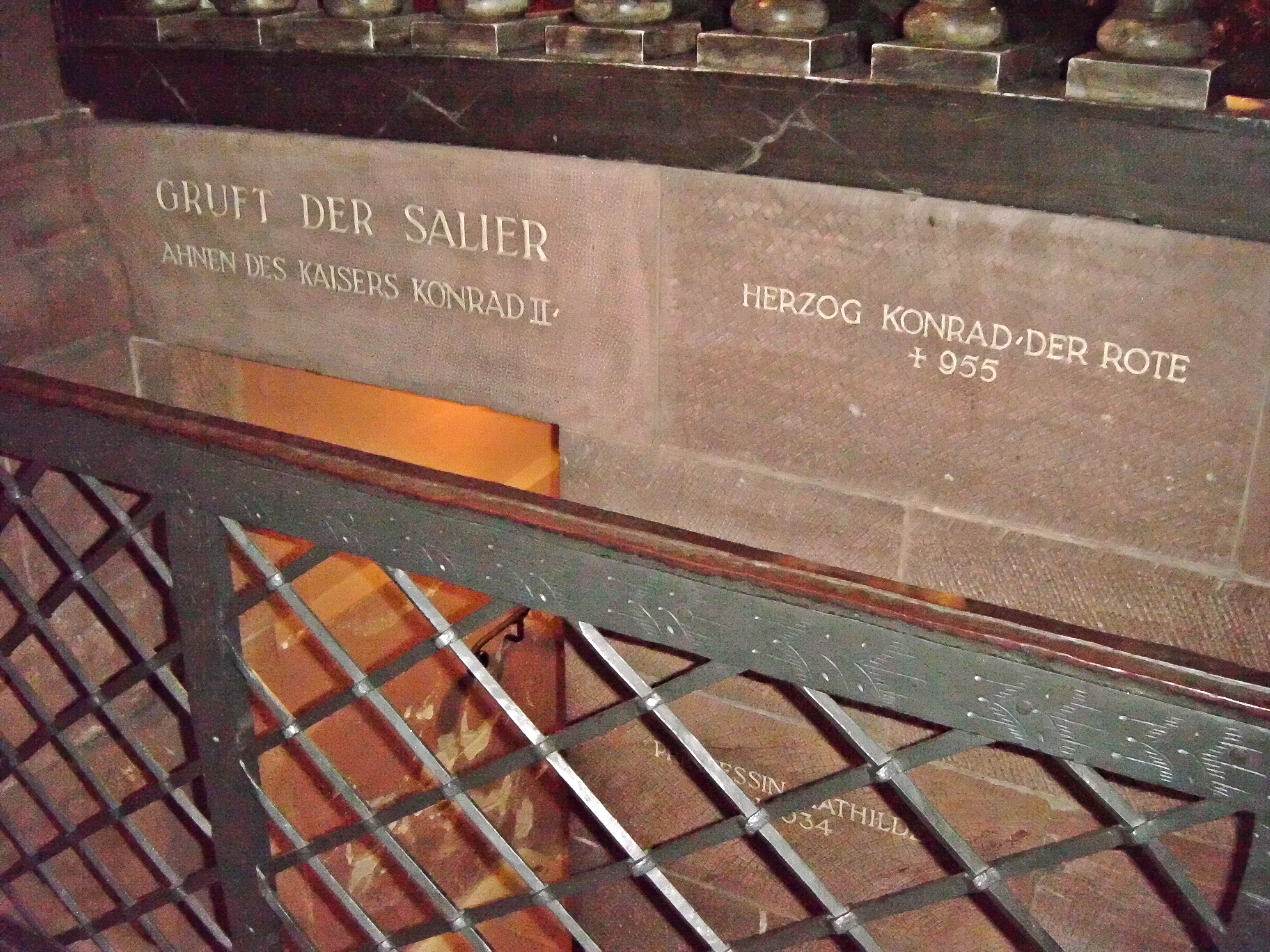
콘라트 적공의 석관묘

콘라두스(라틴어: Conradus, 독일어: Konrad: 922년경 ~ 955년 8월 10일)는 잘리어가의 구성원이다. 944년부터 953년까지 로렌의 공작이었다. 아버지는 프랑켄 공작 베르너였고, 어머니는 콘라두스 1세의 딸 쿠니군데 또는 히치카였다. 그의 외조부 콘라두스 1세는 카롤링거 왕가가 단절된 후 왕으로 선출되었지만 역시 아들이 없었고, 왕위는 오토 왕가로 넘어갔다. 939년 외종조부 에베르하르트가 황제 오토 1세에게 반기를 들다가 사망하자, 그의 영지인 튀링겐을 상속받았다.
그는 하인리히 1세의 손녀이며 황제 오토 1세의 딸 리우르가르트와 결혼했으며 후일의 황제 콘라트 2세의 증조부가 된다. 그는 950년 황제 오토의 아들 리우돌프가 일으킨 반란에 가담하였으나 패하였다. 그는 처벌 대신 황제에게 충성을 맹약함으로써 처벌을 모면하였다. 955년 마자르 족의 침략에 맞서 싸우다가 레흐펠트 전투에서 전사하였다.
시신은 아들 오토에 의해 보름스 대성당에 안치되었다. 그의 증손은 황제 콘라트 2세이고, 콘라트 2세는 그의 묘소 옆에 안치되었다.

## 가계
- 장인: 오토 1세(Otto I the Great) 작센 공작, 독일왕, 이탈리아왕, 신성로마황제
- 장모: 유디트(잉글랜드의 이디스)
  - 동복처남: 리우돌프
  - 처남댁: 이타
    - 처조카: 콘라트

  - 이복처남: 오토 2세
  - 처남댁: 테오파노, 비잔틴의 황녀
    - 처조카: 오토 3세
- 처삼촌: 바이에른 공작 하인리히 2세
  - 처사촌: 바이에른 공작 하인리히 3세
- 처고모: 마틸다
- 처고모부: 기셀베르트, 로렌 공작
- 처고모: 게르베르가(Gerberga of Saxony, 913~984)
- 처고모부: 루이 4세, 해외왕 루이(920~954), 서프랑크의 왕

- 부인: 리우트가르트
  - 아들: 콘라트

## 기타
그가 죽자 로렌 공작의 직위는 아들 콘라트에게 가지 않고, 오토 1세의 동생인 브루노가 차지하였다.